# Ахмад аль-Гашімі
Ахмад Хуссейн аль-Гашімі (араб. أحمد حسين الغشمي; 1941 — 24 червня 1978) — єменський військовик і державний діяч; четвертий президент Єменської Арабської Республіки.

## Життєпис
Народився у селі Дхела, що у мухафазі Сана. Став військовиком після революції 1962 року. Дослужився до посади командира 1-ї танкової дивізії. Був одним з організаторів перевороту 13 червня 1974 року, обіймав посади начальника генерального штабу й заступника голови Ради військового командування.
Після убивства президента аль-Гамді 11 жовтня 1977 року Раду військового командування було реорганізовано у Президентську раду з трьох осіб: аль-Гашімі (голова), прем'єр-міністр Абдул Азіз Абдул Ґані і член колишньої Ради військового командування Абдул Алім.
За часів його правління було скликано Установчі народні збори, що мали, в основному, нараді функції. Більша частина їх депутатів була призначена військовиками. Опозиційні сили об'єднались у межах лівацького Національно-демократичного фронту, який підтримував Південний Ємен.
Убивство Гашімі сталось під час його зустрічі з посланцем президента Південного Ємену Саліма Рубаї Алі. Портфель, що ніби містив особисте і секретне повідомлення, вибухнув, убивши як аль-Гашімі, так і посланця.